# فيضانات المملكة المتحدة 2022

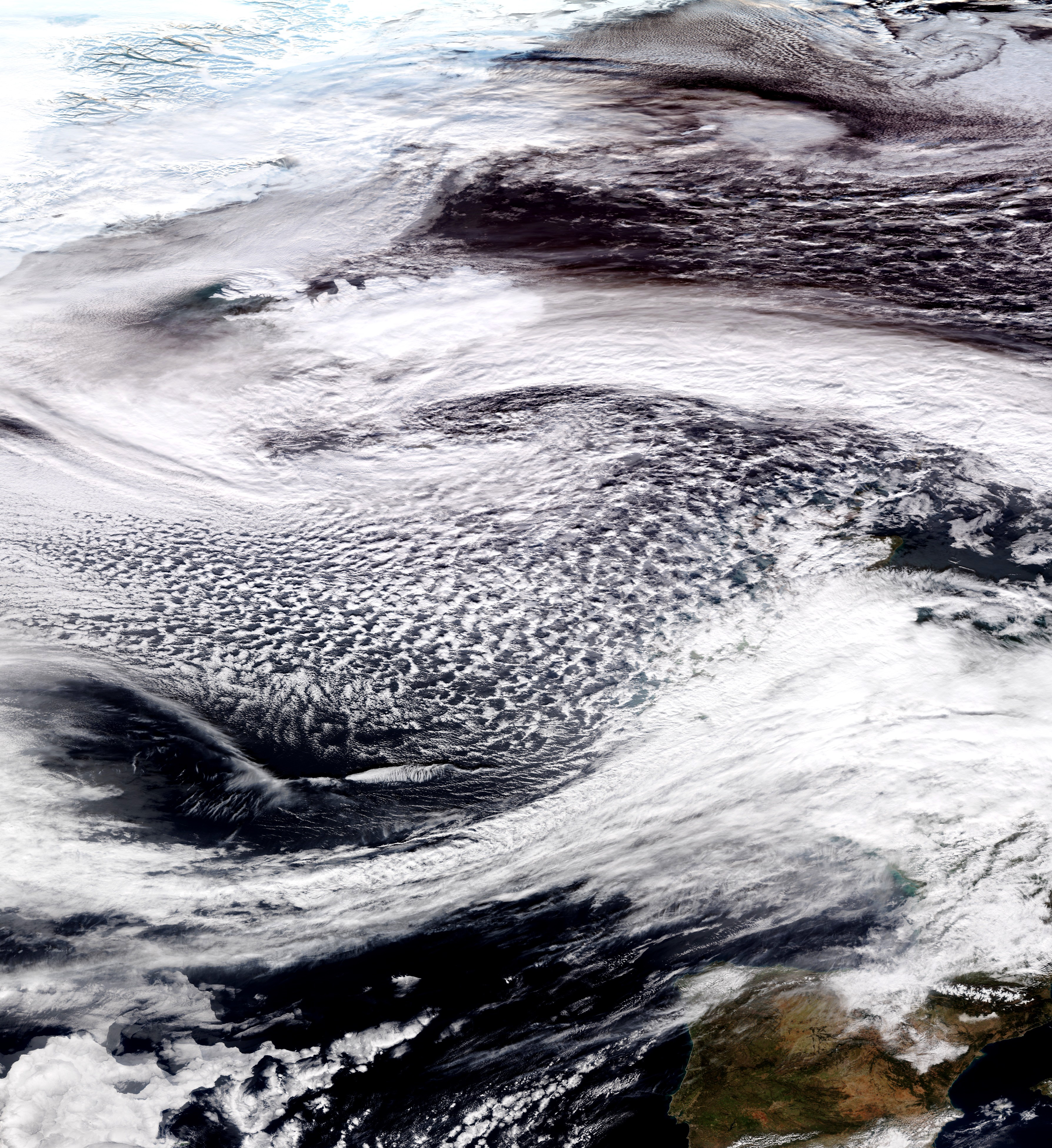
العاصفة "فرانكلين"

فيضانات المملكة المتحدة 2022 في أغسطس 2022 تعرضت مناطق المملكة المتحدة لفيضانات مفاجئة.

## الأحداث
تأثرت أجزاء من ديفون وكورنوال. غطت مياه الفيضانات دوار تريجولز في ترورو. في دورست غمرت المياه العديد من العقارات في بريدبورت وبورتون برادستوك وويست باي. حدثت الفيضانات أيضًا في وركسوب في نوتينغهامشير. في لينكولنشاير شهدت سوق راسين فيضانات تاريخية. وشملت الأجزاء المتضررة من ليسيسترشاير ليستر ولوبورو وثورماستون. تأثرت لندن أيضًا بالفيضانات في بلومزبري ومحطة سانت بانكراس وفيكتوريا وكنتيش تاون. غمرت المياه الطرق في بورت تالبوت في جنوب ويلز. في إسيكس أثرت الفيضانات المفاجئة على إيبينج فورست وتشيلمسفورد وبرينتري وهالستيد.

## التأثير البيئي
اجتاحت الفيضانات محطة ضخ تديرها شركة مياه الجنوب والتي فاضت مما تسبب في تسرب مياه الصرف الصحي إلى الطرق وموقف السيارات في توتون.